# Клима, Ладислав
Ладислав Кли́ма (чеш. Ladislav Klíma; 22 августа 1878, Домажлице Австрийская империя (ныне Пльзенского края Чешской Республики) — 19 апреля 1928, Прага) — чешский писатель, поэт и философ.

## Биография
Родился в западночешском городе Домажлице в богатой семье работника адвокатской конторы. Будучи гимназистом, в одной из письменных работ назвал правящую габсбургскую династию «династией свиней», за что был исключён из школы с запретом обучения во всех школах Австрийской империи.
По просьбе отца Л. Климе удалось устроиться в школу в Загребе, куда он и уехал, но в 1896 вернулся, так как решил, что школа его уже не может ничему научить. Будучи самоучкой, приобрёл глубокие, энциклопедические знания. Прежде всего он интересовался философией и несколько раз пытался издать свои философские работы. Но почти всегда получал отказ цензоров.
В зрелом возрасте жил в одиночестве на наследство, полученное от родителей, и благодаря поддержке друзей, среди которых был Отокар Бржезина, один из крупнейших чешских поэтов.
После того, как он впал в нужду, некоторое время работал механиком и сторожем заброшенной фабрики. Под влиянием своих философских позиций демонстративно злоупотреблял алкоголем. Умер от туберкулёза.
Похоронен на кладбище Малвазинки в Праге.

## Творческая и философская деятельность
Художественную литературу Кли́ма писал лишь несколько лет, но все же успел создать ряд экспрессионистских произведений, десятки оригинальных рассказов и стихов. В своих произведениях пытался соединить «низкий» приключенческий, иногда даже порнографический жанр с глубоким философическим содержанием.
Занимал радикальные философские позиции, базирующиеся на теории солипсизма.
Волюнтарист и ницшеанец.
Последователь философских течений спиритуализма Джорджа Беркли и иррационализма Шопенгауэра.

## Избранные философские работы
- Svět jako vědomí a nic (1904)
- Traktáty a diktáty (1922)
- Matěj Poctivý (1922)
- Vteřina a věčnost (1927)
- Vlastní životopis filosofa L.K. (1937)

## Избранные литературные произведения
- Страдания князя Штерненгоха / Utrpení knížete Sternenhocha (1928, рус. перевод 2007 ISBN 978-5-98144-100-4)
- Божественная Немезида / Slavná Nemesis (1932, рус. перевод 2011 ISBN 978-5-98144-147-9)
- Edgar a Eura (1938)
- Kladivo slov (1938)
- Juvenilie (1941)
- Человеческая трагикомедия / Lidská tragikomedie — философская драма (рус. перевод 2013 ISBN 978-5-98144-185-1)
- Sebrané spisy IV — роман
- Путешествие слепого Змея за правдой / Putování slepého hada za pravdou (рус. перевод 2009 ISBN 978-5-98144-120-2)
- Sebrané spisy I — Mea — Собрание сочинений
- Sebrané spisy II — Hominibus — Собрание сочинений